# عماد علاء
عماد علاء (20 يونيو 1990 - ) هو لاعب كرة قدم مصري في مركز الوسط.

## وصلات خارجية
- عماد علاء على موقع قاعدة بيانات كرة القدم.إي يو (الإنجليزية)
- عماد علاء على موقع كووورة